# Aristolochia guichardii
Aristolochia guichardii P.H.Davis & M.S.Khan – gatunek rośliny z rodziny kokornakowatych (Aristolochiaceae Juss.). Występuje naturalnie w południowo-zachodniej części Turcji oraz na greckiej wyspie Rodos.

## Morfologia
Gatunki podobneRoślina jest podobna do gatunku A. cretica Lam., ale osiąga mniejszą wysokość i ma mniejsze kwiaty.

## Biologia i ekologia
Rośnie na terenach skalistych. Kwitnie od marca do kwietnia.